# 三羰基环戊二烯基锝
三羰基环戊二烯基锝是一种金属有机化合物，化学式为Tc(CO)3Cp（Cp为环戊二烯基）。它可由氯化五羰基锝和环戊二烯基钠在乙二醇二甲醚中（或碘化五羰基锝和环戊二烯基锂在四氢呋喃中）反应制得；它也会在环戊二烯基三羰基钼二聚体-99Mo的β−衰变中产生。